# Tim Brys
Tim Brys (Gent, 30 juli 1992) is een Belgisch roeier. Hij behaalde zowel op de wereldkampioenschappen als op de Europese kampioenschappen een bronzen medaille.

## Loopbaan
Brys begon in 2003 met roeien. Hij vormde een team samen met Bruggeling Niels Van Zandweghe in de lichte dubbeltwee. In 2016 wonnen ze de kwalificatieregatta voor de Olympische Spelen van Rio. Omdat België slechts één boot mocht afvaardigen konden ze niet deelnemen. In 2018 behaalden ze een bronzen medaille op de wereldkampioenschappen. Het jaar nadien konden ze ook op de Europese kampioenschappen een bronzen medaille veroveren.
Door een zevende plaats op de wereldkampioenschappen van 2019 konden Brys en Van Zandweghe zich plaatsen voor Olympische Spelen van Tokio, die door de coronapandemie verschoven werden naar 2021.
Brys kreeg vanaf 2023 Dirk Crois als coach. Met hem bereikte hij in 2024 de finale van de skiff op de Olympische Zomerspelen van Parijs, waarin hij vierde werd.
In 2025 deed hij mee met de wereldbeker roeien in Varese. Dit was zijn laatste internationale wedstrijd en daar werd hij vierde in de categorie mannen skiff.

## Uitslagen
- 2011: 10e, Wereldkampioenschappen U23, klasse BLM2x
- 2012: 11e, Wereldkampioenschappen U23, klasse BLM2x
- 2014: 6e, Wereldkampioenschappen U23, klasse BLM2x
- 2015: 7e, Wereldkampioenschappen, klasse LM1x
- 2016: , Wereldbeker Varese, klasse LM2x
- 2016: 5e, Europese kampioenschappen, klasse LM2x
- 2016: , kwalificatietoernooi OS, klasse LM2x
- 2017: 5e, Wereldkampioenschappen, klasse LM2x
- 2018: , Wereldbeker Belgrado, klasse LM2x
- 2018: , Wereldbeker Linz, klasse LM2x
- 2018: , Wereldbeker Luzern, klasse LM2x
- 2018: 4e, Europese kampioenschappen, klasse LM2x
- 2018: , Wereldkampioenschappen, klasse LM2x
- 2019: , Wereldbeker Plovdiv, klasse LM2x
- 2019: , Europese kampioenschappen, klasse LM2x
- 2019: 7e, Wereldkampioenschappen, klasse LM2x
- 2020: , Europese kampioenschappen, klasse LM2x
- 2021: 5e, Olympische Spelen, klasse LM2x
- 2024: 4e, Olympische Spelen, klasse M1x
- 2025: 4e, Wereldbeker Varese, klasse M1x

## Club
Brys is aangesloten bij Koninklijke Roeivereniging Club Gent.

## Varia
In 2020 nam Brys deel aan De Container Cup. Hij maakte indruk door niet alleen bij het roeien de beste tijd neer te zetten, maar ook bij het wielrennen enkele wielerprofs achter zich te laten.